# Stylidium fasciculatum
Stylidium fasciculatum är en tvåhjärtbladig växtart som beskrevs av R. Br. Stylidium fasciculatum ingår i släktet Stylidium och familjen Stylidiaceae. Inga underarter finns listade i Catalogue of Life.

## Bildgalleri

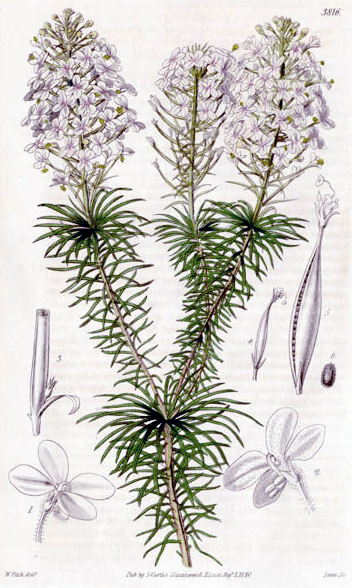
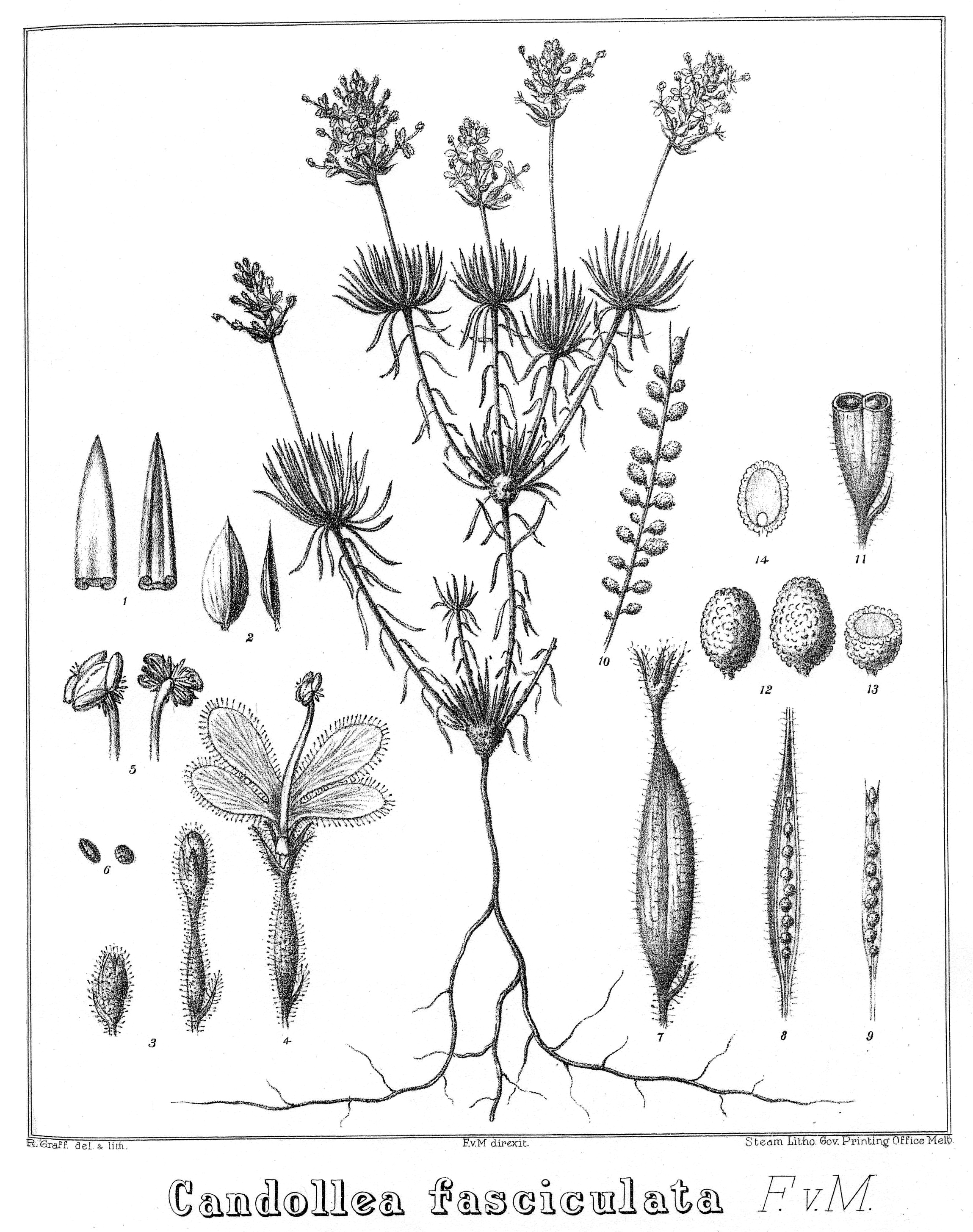
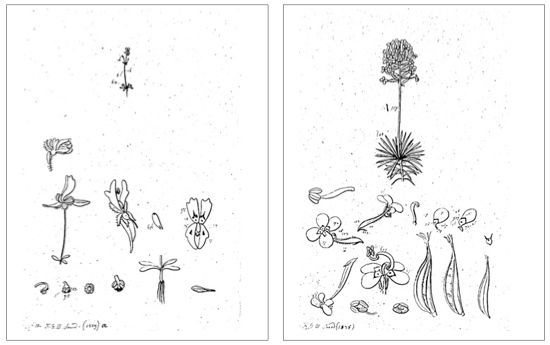